# Шляховий-Кармелюк Марко Семенович
Марко́ Семе́нович Шляхови́й (отаман Кармелюк) — (25 квітня (7 травня) 1893, село Глеваха, Глеваської волості, Київського повіту, Київська губернія — 14 серпня 1921, село Глеваха, Будаївська волость, Київський повіт, Київська губернія) — український військовий і громадський діяч, голова Українського армійського комітету 8-ї армії (Румунський фронт, кінець 1917 — початок 1918 років), комісар Будаївської волості (нині м. Боярка) Української Народної Республіки в березні 1918 р., отаман 2-ї Київської селянської повстанської дивізії, козак Дніпровської повстанської дивізії отамана Зеленого, штабний працівник 2-го партизанського загону Михайла Павловського, військовий комендант Козятина та околиць (осінь 1919), голова Будаївської волосної церковної ради УАПЦ (1921). Автор спогадів «Записки повстанця» (1920—1999).

## Біографія
Народився 25 квітня (за ст. ст.) 1893 року у селі Глеваха, Глеваської волості, Київського повіту, Київської губернії в родині заможних селян Семена Сергійовича Шляхового і Мотрони Вакулової Кияниці (Шляхової). Семен Шляховий був волосним старшиною у Глевасі з 1895 по 1901 рр.
28 жовтня 1912 одружився з односельчанкою Єфросинією (Пріською) Андріївною Притаманною.
Був мобілізований на фронт Першої світової війни. Служив у 9-й кавалерійській дивізії 9-го корпусу Російської імператорської армії.

### УНР
З початком Української революції 1917—1921 років взяв активну участь в українізації частин російської армії. Наприкінці 1917 року очолив Український армійський комітет 8-ї армії (відома як «Брусилівська армія») на Румунському фронті).
У часи Української революції стає членом Української партії соціалістів-федералістів.
Наприкінці лютого 1918 р. долучається до Вільного козацтва під командуванням Івана Горемики-Крупчинського.
27 лютого 1918 р., близько десятої ночі, у складі першого бойового ешелону рушив у похід зі станції Фастів на станцію Боярка. Брав участь у звільненні станції Боярка від більшовиків 1 березня 1918 р.
Коли Центральна Рада за сприяння німецької армії повернулася на Київщину, після звільнення станції Боярка Марко Шляховий був призначений комісаром Будаївської волості. Наказ про це 1 березня 1918 року (16 лютого за старим стилем) підписав отаман Васильківського коша Вільного козацтва Іван Горемика-Крупчинський.
Сам Марко Шляховий, будаївський волосний комісар того ж дня підписав кілька наказів: про роззброєння, про сприяння німецькому війську та про відновлення грошових знаків УНР.
7 березня 1918 р. Марко Шляховий складає повноваження старшини Будаївської волості через призначення його на посаду в Київ.
Марко Шляховий згадує, що вони разом із Миколою Пожаром «служили у Міністерстві торгу і промисловости — за часів Центральної Ради в 1918 році». Серед конфіскованих у Миколи Пожара документів є бланк Відділу продовольчих справ Директорії УНР зі зробленим на ньому записом від 16 грудня 1918 р. Очевидно, Шляховий та Пожар працювали саме в цій установі.
Наказ № 1:
|                                                                                            | Уповноваженням Правительства Української Народної Республіки Центральної Ради я сього числа призначений Комісаром Будаївської волости. Оповіщаю населенню Будаївської волости, що сього числа грабіжники кровопійці большевики із м. Боярки вигнані і Ми вступаємо на шлях свойого державного життя. А по цьому наказую всім сільським комітетам зараз же оголосити всьому населенню, аби вся зброя, яка есть у кого на руках, як-то: рушниці, револьвери і т. і. було сдано в волость (с. Будаївка) не пізніше як в двадцяти чотирьох годинний час. Ті, у кого буде найдена зброя, після вище оголошеного часу, будуть каратись саміми суворіми карами по воєнному часу вплоть до розстрілу. Зброя приймається у волості і на ст. Боярка місцевіми комісарами. |
| — Комісар Будаївськой волости Шляховий., 1 березня 1918 року, (16 лютого за старим стилем) | |

Наказ № 2:
|                                                                                            | Час панування грабіжницько-большевистської зграї у нашому рідному Краї минув. Українські й німецькі війська сьогодні вступили в Київ. Позаяк німецьке військо, з державою котрого ми уже уклали мир, викликано сюди для допомоги нашому війську, наказую всьому населенню зустрічати його з пошаною і всіма засобами допомагати во всьому необхідному. Ті, хто буде помічаться в ворожіх виступах і промовах, а також розповсюджувати брехливі чутки, будуть карать саміми суровими карами по воєнному часу. |
| — Комісар Будаївськой волости Шляховий., 1 березня 1918 року, (16 лютого за старим стилем) | |

Наказ № 3:
|                                                                                            | Сим сповіщаю, що позаяк влада в Українській Народній Республіці вернулась до Центральної Ради, всі гроші, які були випущені до бунту большевиків, дійсні. Наказую всім у всіх справах їх приймати і міняти. Усіх, хто не буде приймати або міняти українські гроші, будуть каратися жорстокими мірами. Заяви про злочинства з грішми подавати до мене. |
| — Комісар Будаївськой волости Шляховий., 1 березня 1918 року, (16 лютого за старим стилем) | |

Рішучість Марка Шляхового у наведенні порядку після більшовицького безладу призвела до позитивних наслідків, бо вже 7 березня в наказі № 6 він дякує населенню за сприяння у підтриманні порядку і спокою. З тексту помітно й певну розгубленість Шляхового — адже до нього потягнулися сотні людей з різноманітними проханням, а вирішити їх можливості не було. Тож Шляховий просить селян «у подальшому звертатися… до вищої української влади в м. Київ, а також до представників на місцях, які невдовзі будуть прислані вищою владою, а також до своїх громадських і сільських комітетів».

### Гетьманат
В добу Гетьманату Павла Скоропадського служив «у штабі генерала Олександра Осецького» (очевидно мається на увазі, в Окремому корпусі Залізничної охорони, який очолював О.Осецький).
У лютому 1919 року Київщину знову захопили більшовицькі війська і дієва Армія УНР відступає. Українські війська намагаються організувати оборону на лінії село Крюківщина — станція Боярка, та в ніч із 12 на 13 лютого, а також 16 лютого більшовики завдали відчутного удару Армії УНР на цьому відтинку оборони і, просуваючись по залізниці, знову окупували Боярку, а 19 лютого — і Фастів. У цей час Марко Шляховий перебуває в рідній Глевасі і стає свідком другої більшовицької окупації Київщини.
27 березня 1919 року Марко Шляховий зі своїми братами Іваном та Давидом піднімає у Будаївській волості антибільшовицьке повстання.
Бойовий шлях отамана Кармелюка (псевдо Марка Шляхового) проліг через Київський, Васильківський, Таращанський, Канівський та Уманський повіти Київської губернії.
Наприкінці березня 1919 року після розпуску 2-ї Київської селянської дивізії зголосився до 1-ї Дніпровської повстанської дивізії отамана Зеленого.
Влітку 1919 року під час боїв за Христинівку (залізнична станція, тепер районний центр Христинівського району Черкаської області) Марко Семенович зголосився до 2-го партизанського загону полковника Михайла Павловського, який діяв у запіллі радянських військ. Під час наступу на Київ служив у Київській дивізії Юрія Тютюнника.
31 серпня 1919 року Марко Шляховий опинився на Думській площі у Києві і стає одним із головних учасників конфлікту між українцями та денікінцями, які хотіли на балконі міської Думи поруч з українським повісити російський прапор. Став свідком того, як сотник кінного полку «Чорних запорожців» Федір Божко скинув із Київської думи російський триколор і встановив український державний синьо-жовтий прапор.
У вересні 1919 р. разом з Українською Галицькою Армією відступає з Києва та опиняється в Козятині, де стає комендантом міста й околиць.
Захворів на тиф і в листопаді 1919 року приїхав на лікування в рідне село Глеваху на Київщині.
У травні 1920 року, з поверненням на Київщину Дієвої Армії УНР, працює в Будаївському волосному виконавчому комітеті.
У червні 1920 Марко Шляховий, використовуючи псевдо, яке обрав ще 1919 р., — «Кармелюк», створює повстансько-партизанський загін і розпочинає бойові дії проти більшовицьких окупантів. Базою для своєї повстанської боївки Марко Шляховий обирає урочище Кладова в лісі між селами Дзвінкова та Жорнівка (тепер Києво-Святошинського району на Київщині).
1 жовтня 1920 року уклав книгу споминів про свою боротьбу «Спогади повстанця».
У 1921 року, очевидно, за завданням українського підпілля, йому вдається стати головою Будаївського волосного ревкому, згодом завідувачем відділом освіти Будаївського волосного виконкому. Потім очолює Будаївський волосний комітет праці, незабаром його призначають інспектором продовольчого податку. На цих посадах Марко Шляховий зриває мобілізацію до окупаційної армії, перешкоджає збору продподатку з населення.
Підтримує активний зв'язок з українськими повстанцями, особливо з боївкою Івана Грисюка — отамана «Гайового».
Імовірно Шляховий змушений постійно змінювати місце роботи, адже місцеві комуністи регулярно надсилають до влади Київського повіту скарги на Шляхового, де описують, що він «петлюрівець» і пов'язаний із повстанцями.
Проти повстанців у Будаївській волості та, зокрема, на пошуки Шляхового начальник Київського повітового ЧК надсилає каральний загін на чолі з уповноваженим Василем Павловичем Кочмаром (який змінив прізвище на Кошмар).
Загін Кошмара влаштовує у волості нальоти та обшуки, захоплює заручників із місцевого населення, щоб знайти повстанців. Знаючи, що ЧК його розшукує, 28 серпня 1921 р. Шляховий остаточно йде в підпілля.
Активно включився у боротьбу за Українську автокефальну православну церкву, бере активну участь у її розбудові. У 1921 р. його обрано головою Будаївської волосної Церковної ради.
В умовах більшовицької окупації Марко Шляховий долучається до богослужінь, збирає в Будаївці наради щодо розбудови УАПЦ на теренах волості, зокрема за участі Володимира Чехівського, сприяє підготовці Першого Всеукраїнського церковного собору, зокрема на Маковія, 14 серпня 1921 р., скликає у Боярському технікумі бджільництва Будаївський волосний церковний собор.
14 серпня 1922 р. Марко Семенович Шляховий був підступно вбитий у будинку свого старшого брата Микити.
Начальник секретної особливої частини Київської ЧК Пєрцов стверджував, що Марка Шляхового було вбито «бандою Сліпченка». Однак, є версія, що його було вбито самими чекістами.
Похований на кладовищі села Глеваха (нині смт.).

## Пам'ять

Микола Шляховий, онук Марка Шляхового, цілує меморіальний барельєф свого діда. Меморіальний барельєф Марка Шляхового був відкритий та освячений на будинку Будаївської волосної управи (тепер Боярський будинок культури) 1 листопада 2014 р. Фото Віталія Падалки.

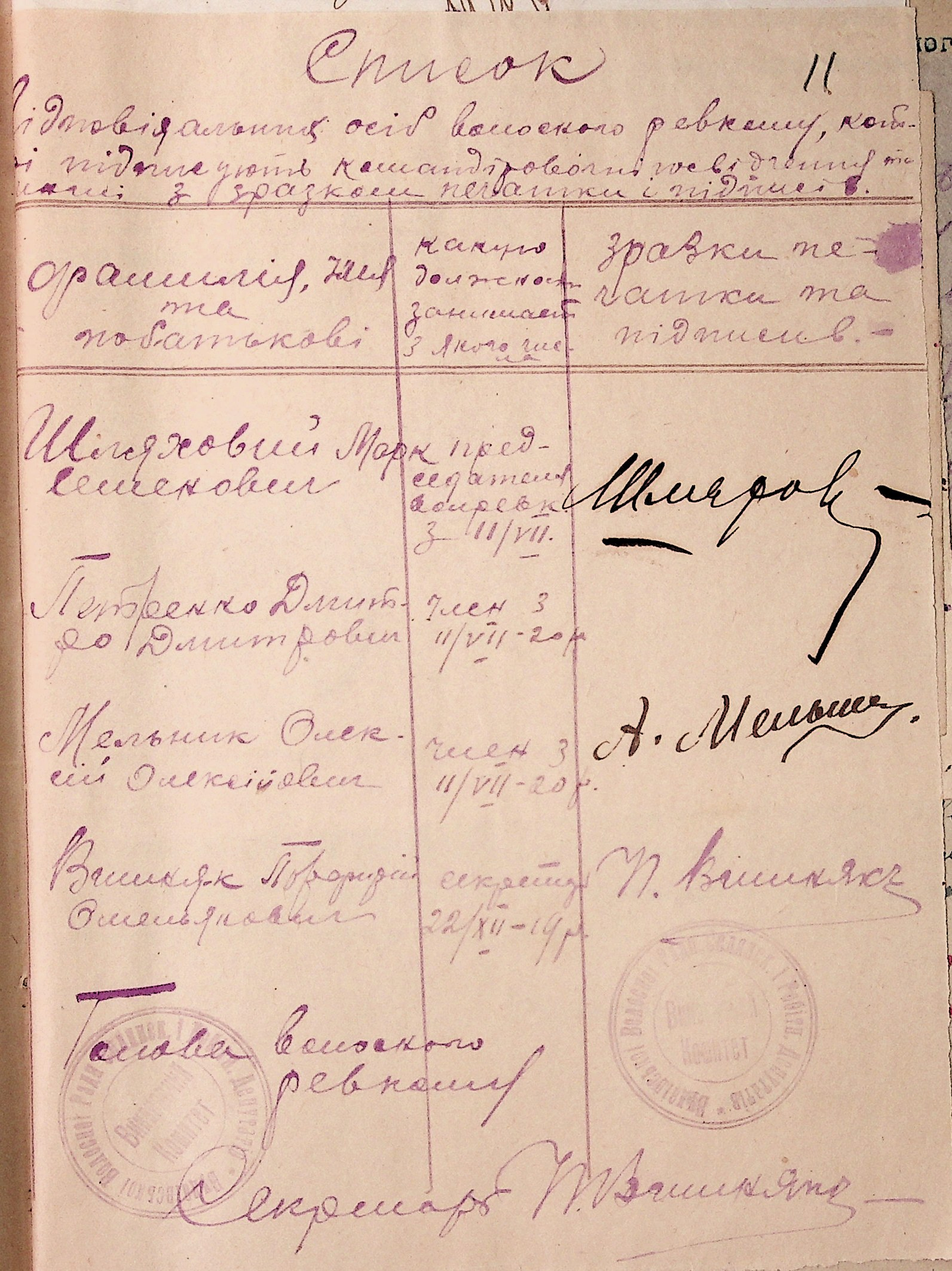
Зразок підпису Марка Шляхового як керівника Будаївського волревкому 1920. ДАКО фонд р-19 опис 1 справа 10 Списки співробітників Будаївського волревкому

- Онуків і правнуків отамана Шляхового односельчани і сьогодні називають «Кармелюки».
- У Боярці та Глевасі є вулиці Марка Шляхового.